# Šćepan Polje
Šćepan Polje je polje u Crnoj Gori u neposrednoj blizini Bosne i Hercegovine gdje spajanjem rijeka Pive i Tare nastaje rijeka Drina. Mostom preko Tare u Šćepan Polju na cesti M18 prelazi se u Bosnu i Hercegovinu.
Na brdu iznad Šćepan Polja nalazi se srednjovjekovna bosanska utvrda Soko. Utvrdu je podigao herceg Stjepan Vukčić Kosača. 
Humske vojvode Hranići su držali ovu utvrdu.
Uništili su ju Osmanlije kad su osvajali ovaj dio bosanskog kraljevstva.
Kraj je imao katoličku tradiciju do turskih vremena. Ovdje se dobro sačuvala stara crkva kod sela Zagrađa, ispod grada Sokola, od koje su sačuvani visoki zidovi, ikonostas, kameni svod i kupola navodno građena po uzoru na carigradsku Aju Sofiju. Prema mjesnoj predaji ova je crkva bila dvorska crkva hercega Stjepana Vukčića Kosače. Crkva sv. Stjepana u Šćepan Polju i crkva u Zagrađu nisu ista crkva. Crkva sv. Stjepana je sjeverozapadno od grada Sokola, bliže Pivi, i u blizini je nekropola. Crkva u Zagrađu je sjeverno od grada Sokola.
1468./69. godine u sumarnom popisu stanovništva Šćepan Polje (Stjepan Polje) zabilježeno je kao selo s 14 domova u nahiji Sokolu.